# Tullibardine Castle

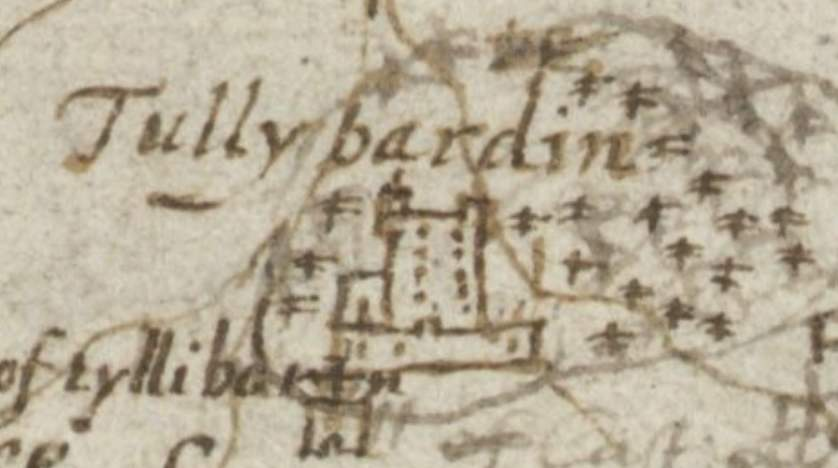
Die Burg auf einer alten Karte

Tullibardine Castle war eine Burg, die südwestlich der Ortschaft Tullibardine in Perth and Kinross im Norden Schottlands stand.
Der Platz der Niederungsburg, am Rande eines Baches mit angrenzendem Wald, stand seit 1284 im Eigentum der Murrays. Andrew Murray von Tullibardine unterstützte Edward Balliol und spielte eine bedeutende Rolle bei der Schlacht von Dupplin Moor. Wegen Verrates wurde er 1332 hingerichtet. Ein William Murray wurde 1513 bei der Schlacht von Flodden Field erschlagen. John Murray, 1. Earl of Tullibardine stand in Diensten von James VI., 1606 bekam er den Titel eines Earl of Tullibardine verliehen. Diese Murrays wurden 1676 zu Marquesses erhoben, während ein anderer Zweig die Titel der Earls bekamen. Aus ihnen gingen 1703 die Dukes of Atholl hervor. William Murray, Marquess of Tullibardine war 1715 und 1719 an Aufständen der Jakobiten beteiligt, später unterstützte er Bonnie Prince Charlie. Während der Schlacht bei Culloden wurde er gefangen genommen, er starb 1746 in Haft im Tower of London. Seine Burg in Tullibardine wurde 1747 zerstört, die vorhandenen Reste in den 1830er Jahren abgetragen.